# Voss
Voss là một đô thị ở hạt Hordaland, Na Uy.